# Серебровский, Владимир Иванович
Влади́мир Ива́нович Серебро́вский (1887―1971) ― русский и советский юрист, доктор юридических наук, профессор, Заслуженный деятель науки РСФСР.

## Биография
Родился 14 ноября 1887 года в Москве.
В 1910 году окончил юридический факультет Харьковского университета. С 1924 по 1935 год работал редактором-консультантом Президиума Всероссийского центральный исполнительного комитета, также с 1924 по 1928 год был научным сотрудником Института советского права Народного комиссариата юстиции.
С 1936 по 1938 год преподавал в Московском юридическом институте НКЮ, после этого до 1941 года работал преподавателем в во Всесоюзной правовой академии, затем до 1943 года во Всесоюзном институте юридических наук.
В 1943 году защитил докторскую диссертацию на тему «Договор страхования жизни в пользу третьего лица». До 1948 года преподавал во Всесоюзном юридическом заочном институте. Также работал до 1955 года на юридическом факультете МГУ имени Ломоносова, где заведовал кафедрой гражданского права.
С 1943 по 1963 год работал старшим научным сотрудником, а затем заведующим сектором гражданского права Института государства и права Академии наук СССР. Работал здесь до выхода на пенсию в 1963 году.
Умер 28 ноября 1971 года в Москве. Похоронен на Пятницком кладбище.

## Вклад в науку
Внес весомый вклад в разработку проблем наследственного, страхового и авторского права. Написал главы учебников по гражданскому праву, основам государства и права.
Разработал понятие авторского произведения в сфере гражданского права, где доказал нецелесообразность объединения авторского и изобретательского права в единую отрасль, дал обоснование новому институту гражданского права — праву на открытие.
Опубликовал более 140 научных работ. Труды Серебровского актуальны и по сей день. Они составляют классику юридической науки.
Проф. В.И. Серебровский воспитал многих ученых, составивших гордость российской правовой науки. Среди них профессора Корнеев С.М, Чернышева С.А...
О работах В.И. Серебровского с глубоким уважением отзывались российские ученые, в частности, проф. Т.Е. Абова, проф. С.М. Корнеев.
О профессоре В.И. Серебровском опубликована статья в книге "Видные ученые-юристы России" (ВТОРАЯ ПОЛОВИНА XX ВЕКА) - Энциклопедический словарь биографий / Под ред. В.М. Сырых. М. 2006 (автор - сотрудник сектора ИГП РАН К.А. Лебедь).

Могила Серебровского на Пятницком кладбище Москвы.